# Camers János
Camers János, Camerinói János (15. század – 16. század) ferences rendi szerzetes.

## Életrajza
Camers János, Joannis Camers vagy Camerinói János bécsi ferences rendi humanista szerzetes volt, aki az 1500-as évek körül élt és kinek több munkája is fennmaradt.
1520-ban Werbőczi István is támogatta Joannis Camers (Camers János) bécsi ferences szerzetes könyvének megjelentetését.
Camers János tiszteletére az erdélyi Wolfhard Adorján humanista költő latin nyelven verset is írt, mely a „Dionisii Afri de situ Orbis, sive Geographía, Prísciano, aut Fannio Rhenio interprete lib. unicus. Joannis Camertis in eundem Commentariolum." című könyvben maradt fenn gróf Kemény József gyűjtése nyomán.

## Munkája
- Lucii Flori Bellorum Romanorum Epitomes libri quatuor. Viennae, 1518 (L. Florus négy könyve és azoknak Camerstől irt fejtegetése után következik: Sexti Rufi consularis de tribus Romanorum imperandi generibus deque Romani imperii accessione libellus aureus, per Joan. Camertem, quantum fieri potuit, novissime restitutus. Ejusdem Camertis quorundam obscuriorum locorum scholia adjuncta paucula. Ezen könyvét C. ajánlotta: Ingenio juveni Benedicto Bekenio Pannonio, amico ac discipulo quam gratissimo)